# 分散ロックマネージャ
分散ロックマネージャ（ぶんさんロックマネージャ、英語: Distributed Lock Manager; DLM）は、分散アプリケーションに対して共有リソースへのアクセスを同期化する方法を提供するシステムである。
DLMはいくつかの有力なクラスタファイルシステムにおいて使用されており、それらではクラスタが相互にストレージを統合されたファイルシステムとして使用することが可能である。これにより、パフォーマンスおよび可用性において顕著な性能向上を実現している。この性能向上は主に、参加するコンピュータ間のディスクキャッシュコヒーレンシの問題を解消することによる。DLMはファイルロックのみならず全てのディスクアクセスの同期にも使われる。DLMが一般的に使用された最初のクラスタシステムであるVMSclusterは、このような形でOpenVMSDLMに依存している。

## VMSの実装
VMSは初めてDLMを実装し、かつ入手しやすいオペレーティングシステムだった。これはバージョン4で提供されたが、ユーザインタフェースはバージョン3で初めて実装された単一プロセッサロックマネージャのものと同じであった。